# 基体
基体、またはヒュポケイメノン（きたい、希: ὑποκείμενον, hypokeimenon、羅: substrātum、英: Hypokeimenon）とは、形而上学の概念の一つでありアリストテレス哲学の用語である。もともとはアリストテレスが質料のことをよんだ語である。

## 概要

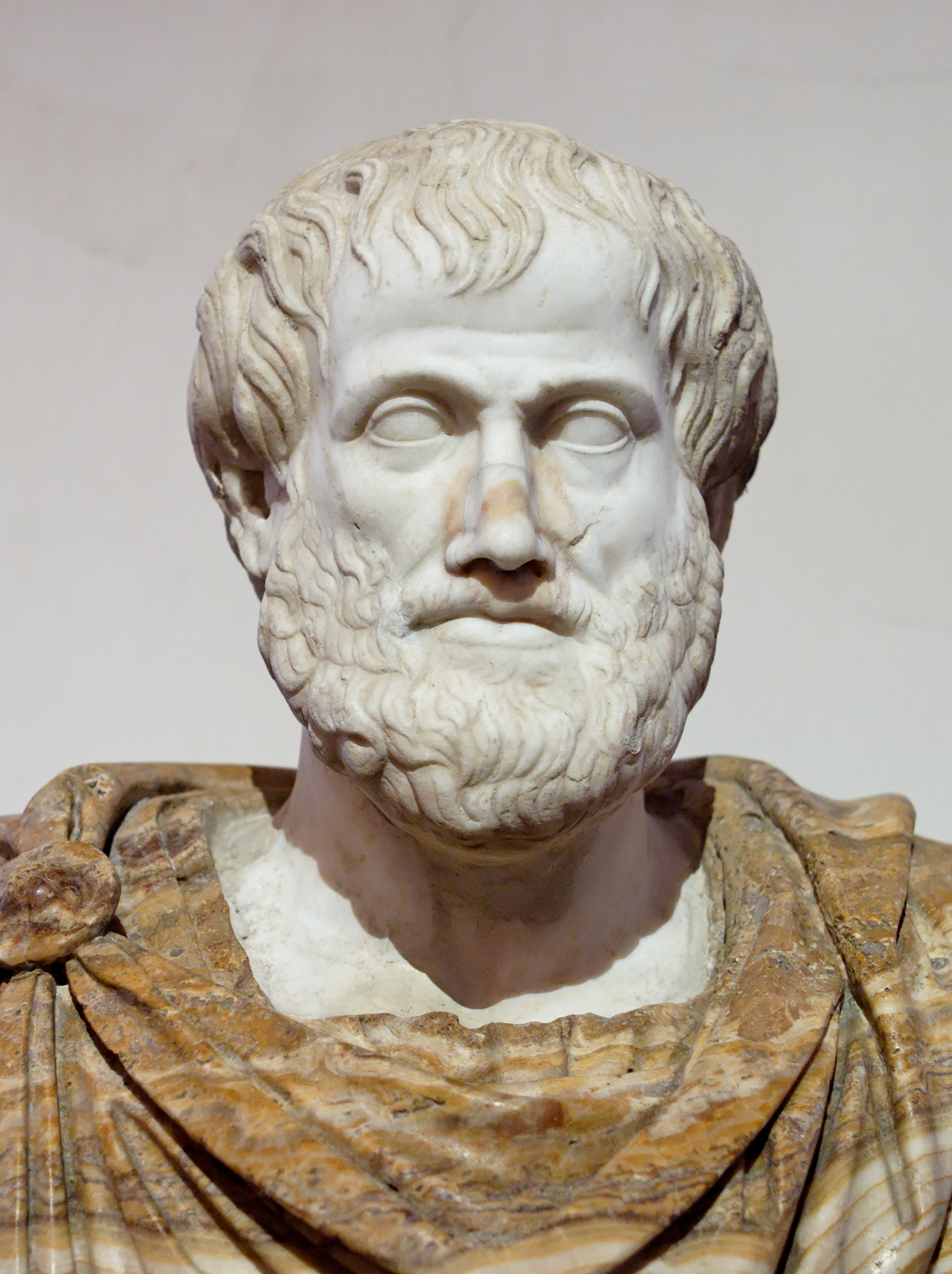
アリストテレス

受動の動詞「下に置かれる」（hypokeisthai）の現在分詞中性形で、直訳すれば「下に置かれているもの・こと」を意味し、「ある議論ないし理論において何かを述べたり規定したりするときにその前提とされているもの」を指す。
この用語の本来の意味は「・・・の下に横たわる」であり、性質や量等の色々な変化「の下に横たわって」変化せぬものという意味で使用されている。転じて、変化するものの中で変化せず、むしろいろいろな変化に伴う主語的意味も持つようになり、実体の持つ一性質とされることもある。しかし実体がたちまち基体となるわけではない。また事物の現象に対してその現象の下にて現象を担う事物の本質も基体の基本的性格として備えている。
ロドスのアンドロニコスはアリストテレスの著作を現在のような順番に配列して『カテゴリー論』を最初に置いたが、基体は第2章の「存在の四分類」と第5章の「第一実体」で最初に使われている。
存在は四つに分類されるが区分の条件「基体について語られるか否か。」と「基体において在るか否か。」である。この2つの条件の組み合わせにより4つの分類が生じることとなる。「基体について語られる」とは例えると「人間」は「この者は人間である」というように「ある特定の人間」について語られる。つまり「基体について語られるもの」とは命題において述語の側に置かれるものである。
したがって、この場合の「基体」は命題において主語の側に置かれるものである。
一方、「基体において在るもの」を「基体について語られるか否か」を条件にして分類すると「語られうるもの」と「語られえないもの」分類できる。「語られうるもの」は命題において述語の側に置かれうるものであるとともに、多い少ないの差は有るものの普遍性を持っている。そもそも命題において「主語」について「述語する」と言うことは、主語を構成するものの概念を多かれ少なかれ述語の中に普遍性を持った概念が取り込まれている状態であると言える。このため「述話されるもの」は多かれ少なかれ普遍性を有しており有しているがゆえに「普遍的なるもの」になる。
これに対し「述語されないもの」とは普遍性を有しないものである。『カテゴリア論』において例としてあげられているものによれば「δ τις ἂνθρπος」がある。「アントロポス」のみであれば普遍であるが、これに「ホ・ティス」が附加されると、それまで普遍的次元で把えられていた「人間」が個の次元つまり「ある特定の人間」に移動してしまう。「人間」は多数存在するが「ある特定の人間」はそれ一人しかいない。このため「ある特定の人間」は何か他の基体についの述語となることができない。それゆえ「述語されないもの」とは「個的なるもの」にほかならない。
もっともすべての「在るもの」が述語になるか、ならぬかは一方に決定されているわけではない。場合によっては述語となるが場合によってはならぬものもある。たとえば「人間」は「ある特定の人間」である「ソクラテス」ついては「ソクラテスは人間である」というように述語となる場合もある。
一般に「普遍的なるもの」は、それよりも大きな意味の普遍性を有するものに対してはそれを述語とする主語になり、逆により小なる普遍性を有するものに対してはそれを主語とする述語となる。
それゆえ「普遍的なるもの」は、他の普遍的なるものとの関係において、あるケースではそれの述語となりあるケースでは述語にならない。
このため「基体について述語となるか否か」ということは、それだけでは「在るもの」を二分する規準として不十分である。
絶対に述語にならないものと何らかの方法で述語になりうるものとを分ける時、「基体について述語となるか否か」は初めて規準の役割を演じることが可能となる。「絶対に述語にならぬもの」は個物の次元に在るものである。それ以外のものは何らかの仕方で述語になりうるものとしてことごとく「普遍」の部類に属する。
個物は絶対に述語とならないが、個物が命題として主語の側に置かれることが問題なることはない。本来命題とは主語となるものについて、色々な側面から説明するために普遍性を有する言葉を述語として用いる。
主語となるものを普遍性を使って説明するのが述語の役割になる。主語となるものは述語によって説明される前は、これから説明されるべきものとして主語になるものは存在する。このため、主語の側に置かれるものは述語によって説明されていない時点では、主語となるものであるが、それ自体では全く説明されていない個物ということになる。
主語となるものであるがまだ述語によって説明されていないものが、未知なるものであればあるほど「説明されるべきもの」として、すべての説明の「もとに・置かれてあるもの」つまり「基体」の性格が増すことになる。このため個的なものは主語にしかなれず絶対に述語にはならないが、何らかの方法で述語となりうるものとしての普遍に対して区別出来る。このようにして「在るもの」(オン)は、第一の規準によって「個的な在るもの」と「苦遍的な在るもの」とに分けることが可能である。
「在るもの」を区分する第二の規準は「基体において在るか否か」である。「基体において在る」とはどのようなことかについて、例として「白」について検討してみると「白」は「物体」を基体としてそれにおいて在る。「物体において在る白」は物体にとして独自の在り方を有している。その在り方がどのようなものであるかは、以下の二つの場合を比較することで明白になる。
一つは、「それ」が「何か」の本質の部分としてそのもののうちに在る場合である。この場合に「それ」無しではその「何か」は「何か」として存在することが不可能である。
「それ」はその「何か」と分離されないような状態でそのものにおいて在る。
例えば魂は人間において在るが、魂は人間の形相として人間の本質に属すべきものであるため、魂なしに人間は存在できない。このため魂は人間と不可分離的なあり方で人間において在るといえる。
これに対し「白」が「物体」において在ると言われる時は、白は物体の本質に属しない。白がそこに有ろうが無かろうが物体は物体として存在する。物体にとっては白くあるかないかは本質的なことではないため「白」は「物体において」物体と可分離的（分離可能）な状態で存在する（在る）のと言える。
もう一つは、ある物体の内部に別の物体が在るという場合である。この場合と白が物体において在る場合とを比較するとその意味の違いは明らかとなる。鉄の容器のうちに水が在るといわれる場合、水が中にあるかどうかは鉄の容器にとっては全く本質的ではない。鉄の容器の中には水が有ることもあるが無いこともありうる。鉄の容器と水とは可分離的である。この点については物体と白との関係に似ている。
しかし次の点において両者は異なる。鉄と水とはそれぞれ別々に鉄および水という物体として存在する。これに対し「白」は物体と可分離的であるが必ず何らかの物体においてのみ在りうるものであり「この物体」や「かの物体」との関係では可分離的であるが、一般には何らかの物体において在るのでなければ、それとしての独立した存在を持ちえず不可分離的であると言える。「物体において在る」こと、一般的に何物かに「おいて在る」というのが「白」にとって固有的な在り方なのである。
「基体において在るか否か」を規準を示すとするならば「基体において在るもの」として考えられている「在るもの」は、この「白」ようなものを指す。それに対してこの「白」がそれにおいて在る基体に当るものは物体である。しかし物体はその一例であって基体に当るものは必ずしも物体に限られない。
「魂」も基体になりうる。魂に属する諸性質、たとえば「知性」は、それ自体独立に存在するものではなくて魂の性質として必ず魂において在る。しかしそれは魂であるかぎりの魂に必然的に属するものではなく、知性ある魂も在り教養なき魂も在るという意味では魂との関係において可分離的である。
しかし、それは魂においてのみ在りうるものとして、「おいて在る」という在り方を自分に固有な在り方として有している。この物体における色、魂における教養のような在り方を有する「在るもの」は「付随的（何かに伴って結果的に発生する様子）・偶有的（ある事物にとって、本質的なものではなく偶然に備わっているとみられる性質。）なるもの」といわれる。これに対して、これらの偶有がそれにおいて在る基体になるものが「ウーシア」といわれる。